# 滨海南码头站
滨海南碼頭站（英語：Marina South Pier Station，代號：NS28）是新加坡地鐵南北線的南部终站，位于新加坡本岛海峡景规划区。
该站位于填海地，并建成部分南北线南延部分。它在2014年11月23日啟用。
该站位于附近的滨海南碼頭和濱海灣郵輪中心。原先计划扩展滨海堤坝，但计划被搁置，这最终形成湯申－東海岸線的興建。

## 历史
原来该站的名字是滨海景（Marina View），但由于名字取于2009年提出的发展，该站的工作名称更名为滨海码头，陆路交通管理局於2010年5月3日公布最新的环线铁路地图 (阶段1和2)。于2011年9月19日，陆交局在铁路地图上进行了更新（包括环线工程第四期及第五期），它终于更名为滨海南码头。
這个价值3.575亿美元的合同授予三星公司承建扩展铁路的土建工程。建造工程开始于2009年12月。

## 車站樓層

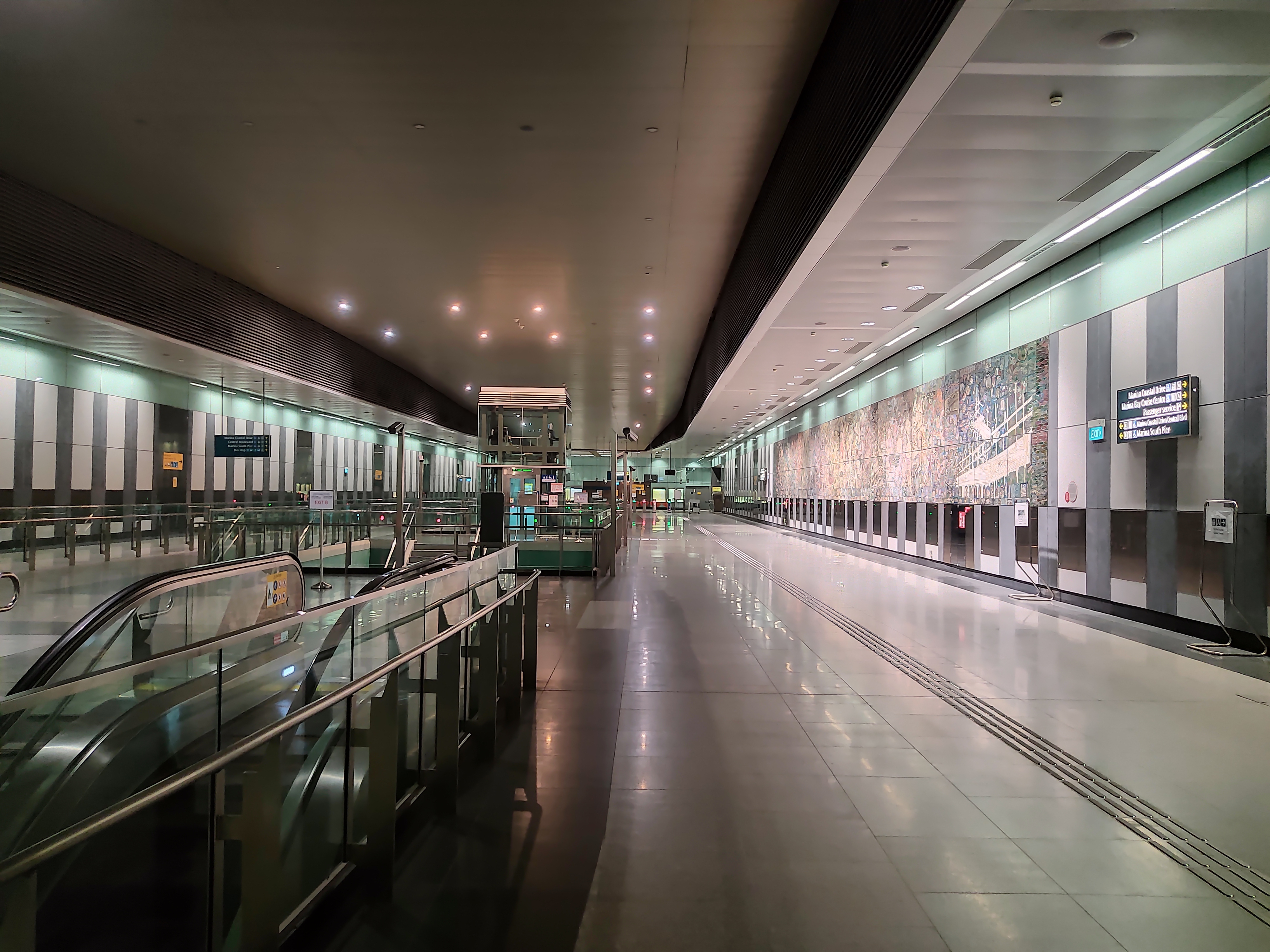
濱海南碼頭站大廳

| L1                | 地面层 | 滨海南码头、滨海湾邮轮中心                                                                                            |   |  |
| B1                | 大厅   | 检票口、自动售票机、车站控制室、Transitlink柜台                                                                       |   |  |
| B2                | 月台   | \| \| \| 南北线落客 \| B \| \| \| 島式 · 開右邊车门 \| \| \| \| \| \| \| A \| 南北线往裕廊东经兀兰（滨海湾） \| \| \| |   |  |
|                   |        | 南北线落客 | B |  |
| 島式 · 開右邊车门 |        | |   |  |
|                   | A      | 南北线往裕廊东经兀兰（滨海湾）                                                                                        |   |  |

- 濱海南碼頭站大廳

## 出口
| 出口編號 | 建議前往的目的地 | 照片 |
| -------- | ---------------- | ---- |
| A        |                  |      |
| B        |                  |      |

## 巴士
| 路線編碼 | 終站                      | 路線類型 | 業者   |
| -------- | ------------------------- | -------- | ------ |
| 400      | 珊顿大道 ↺ 濱海灣郵輪中心 | 一般     | 新捷運 |

| 路線編碼 | 終站     | 路線類型 | 業者   |
| -------- | -------- | -------- | ------ |
| 400      | 珊顿大道 | 一般     | 新捷運 |

## 重大安全事故

### 2012年傷亡事件
根據人力部的工作場所安全與衛生理事會的報告：
在2012年8月8日，有來自孟加拉國的工人正在拆除在C156濱海灣工地使用的土擋牆穩定結構（ERSS）中支撐結構的一部分。期間由於一個模組的牽引，它使工人一直站著的地方脫落，因為它仍然連接到模組，使其升高。由於工人的關係，這部分模組跌到ERSS的地基，使這部分模組壓倒了工人，令工人死亡。

## 相冊

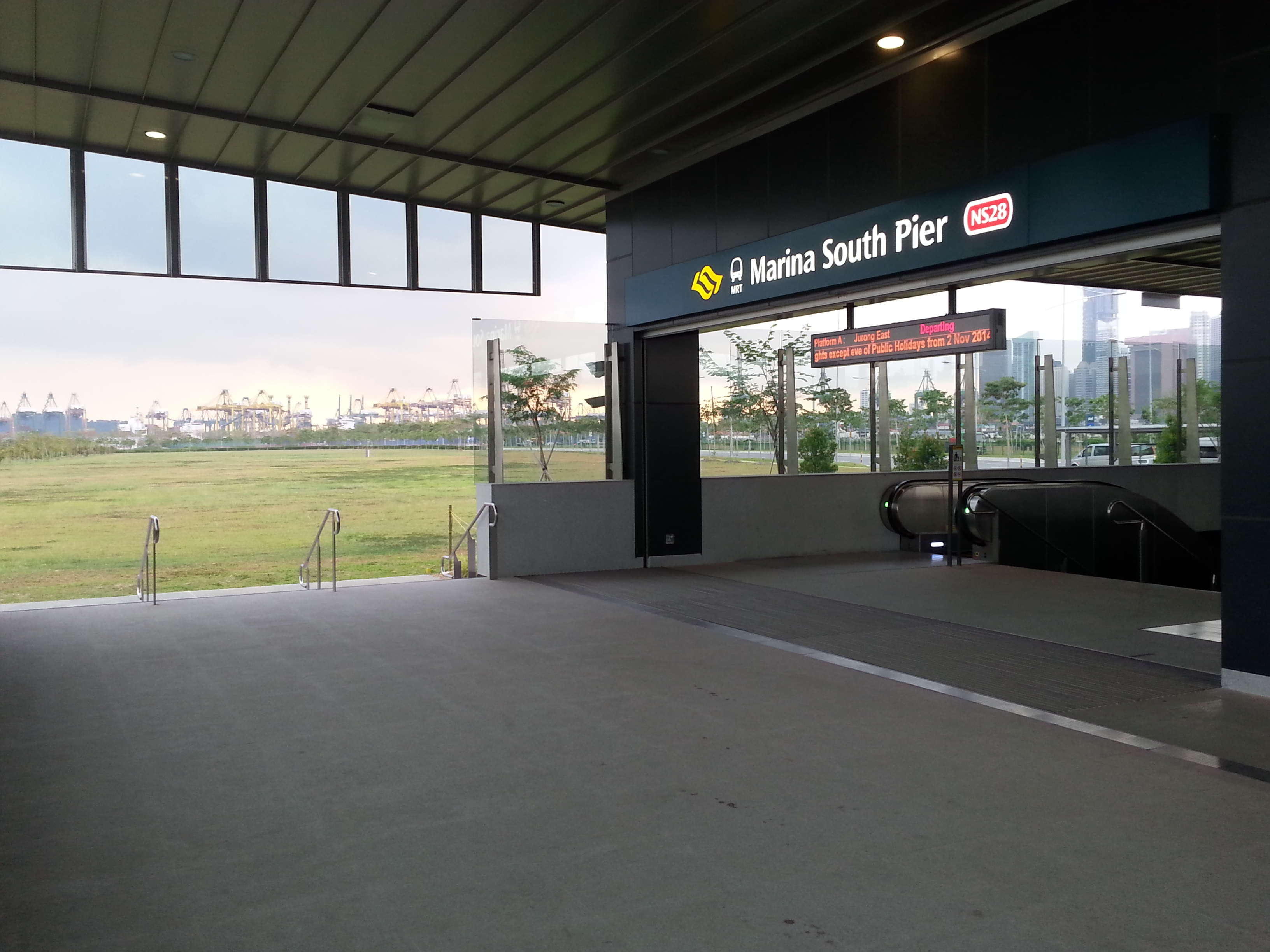
A出口
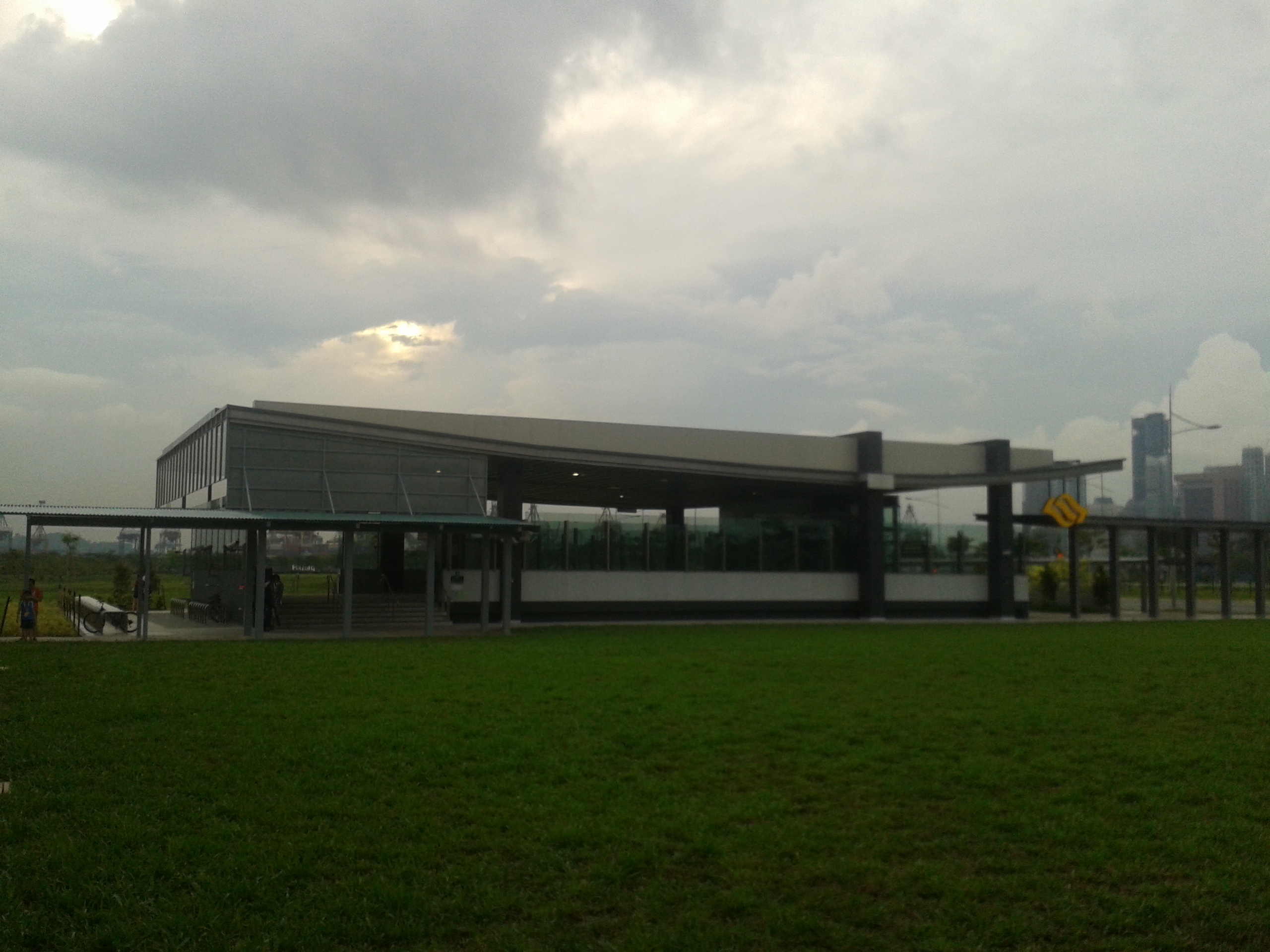
B出口
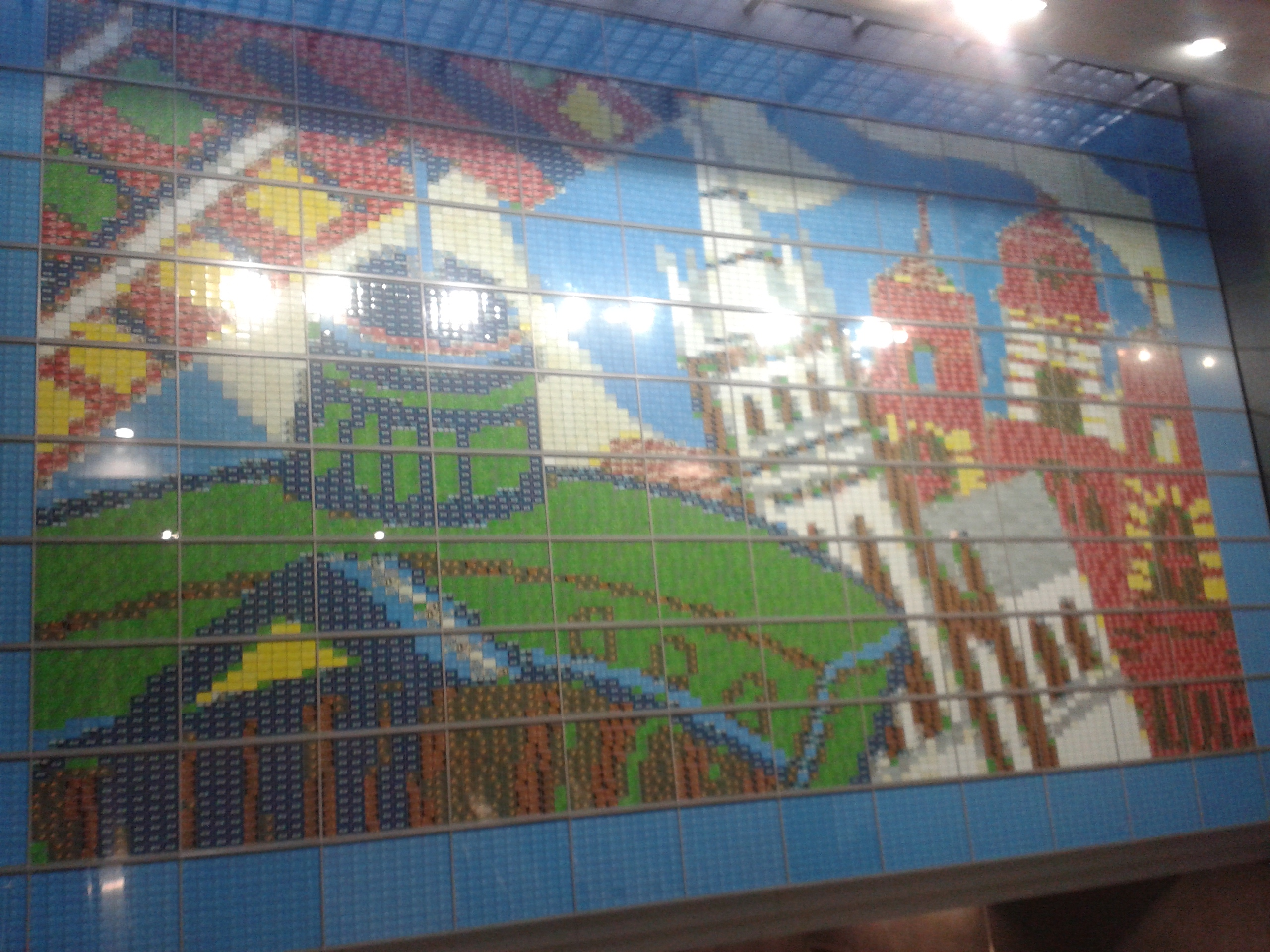
地鐵站藝術品，名為「過去」
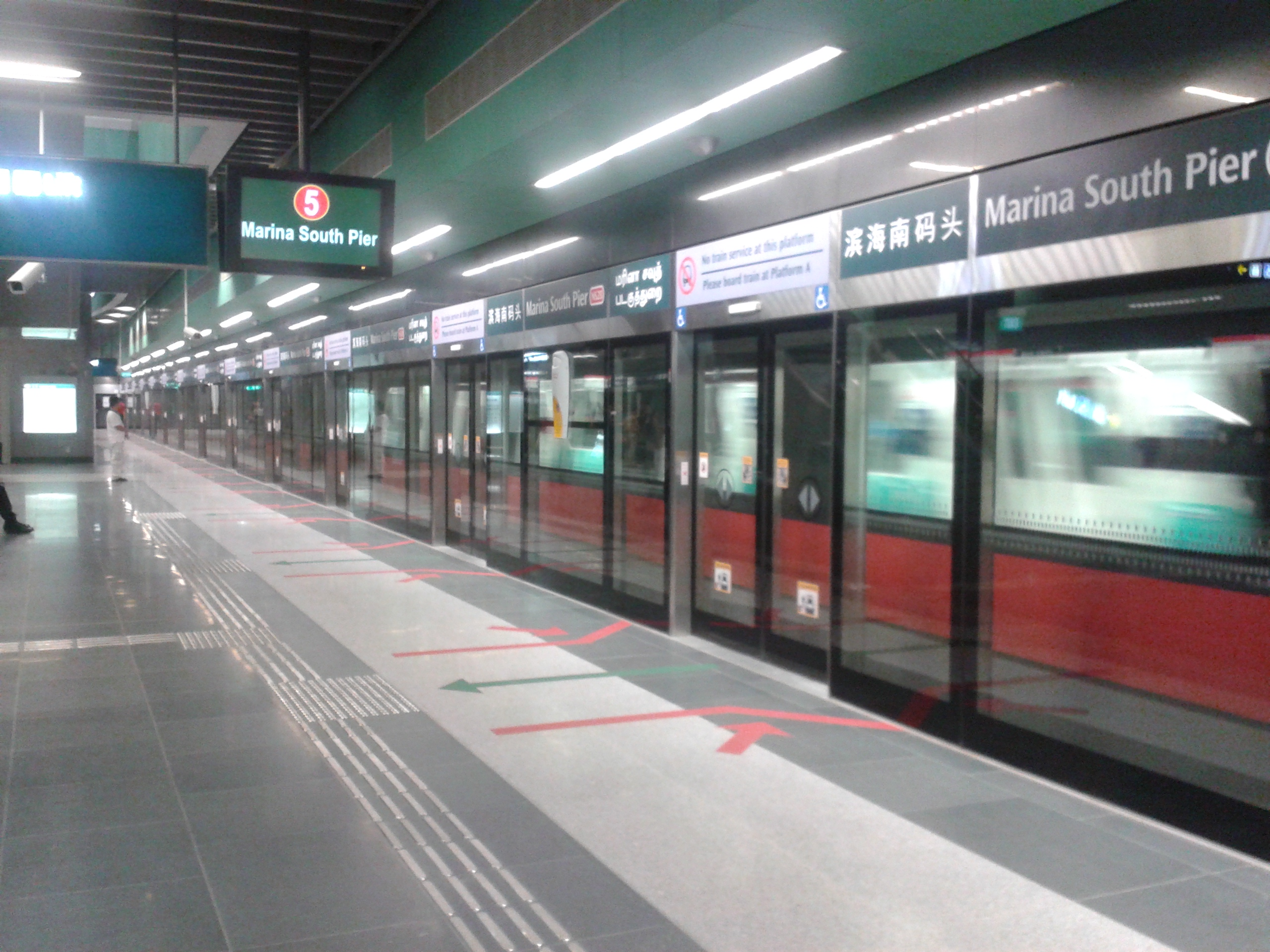
B月台（只供到站）
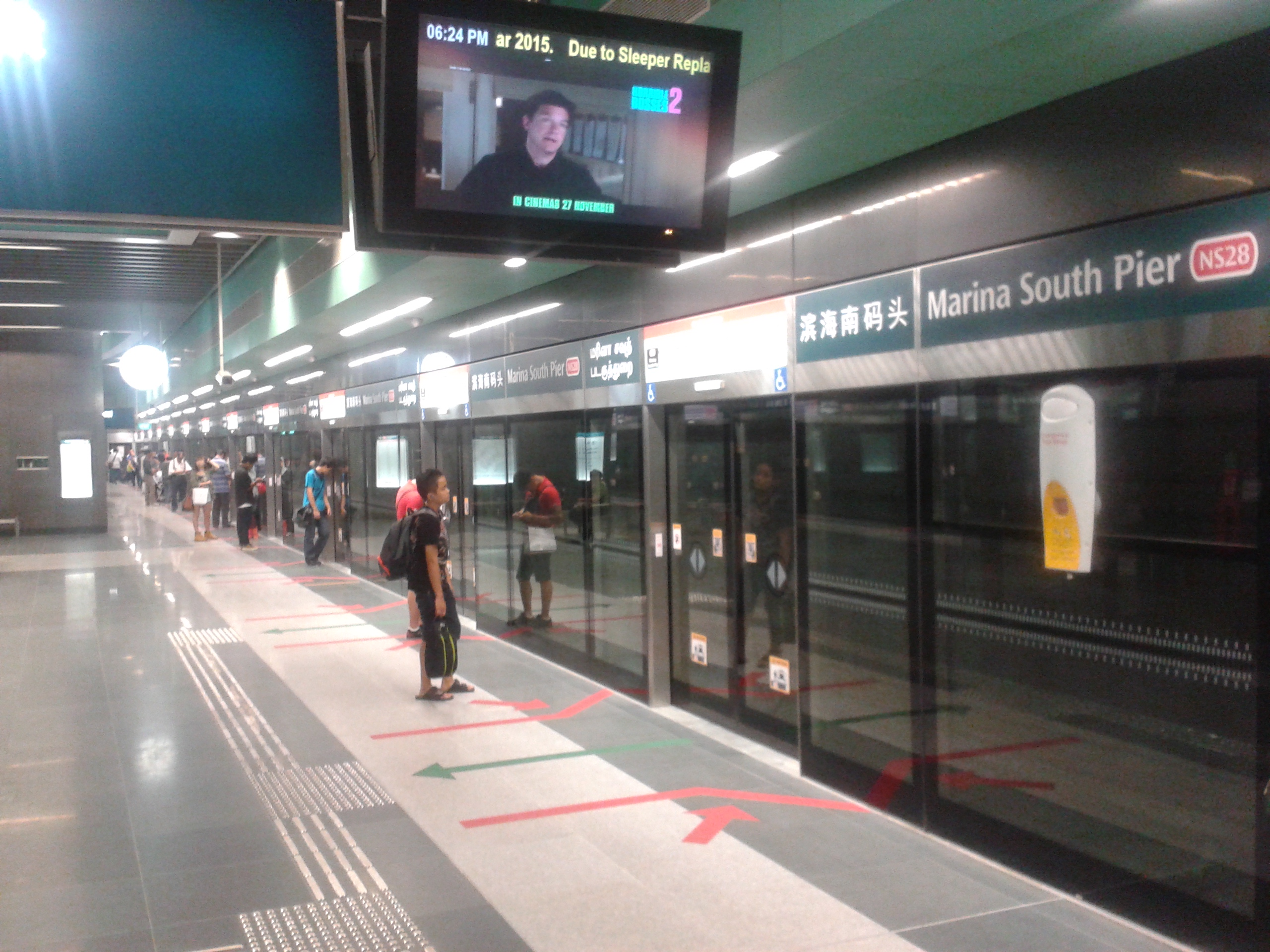
A月台（只供出站）
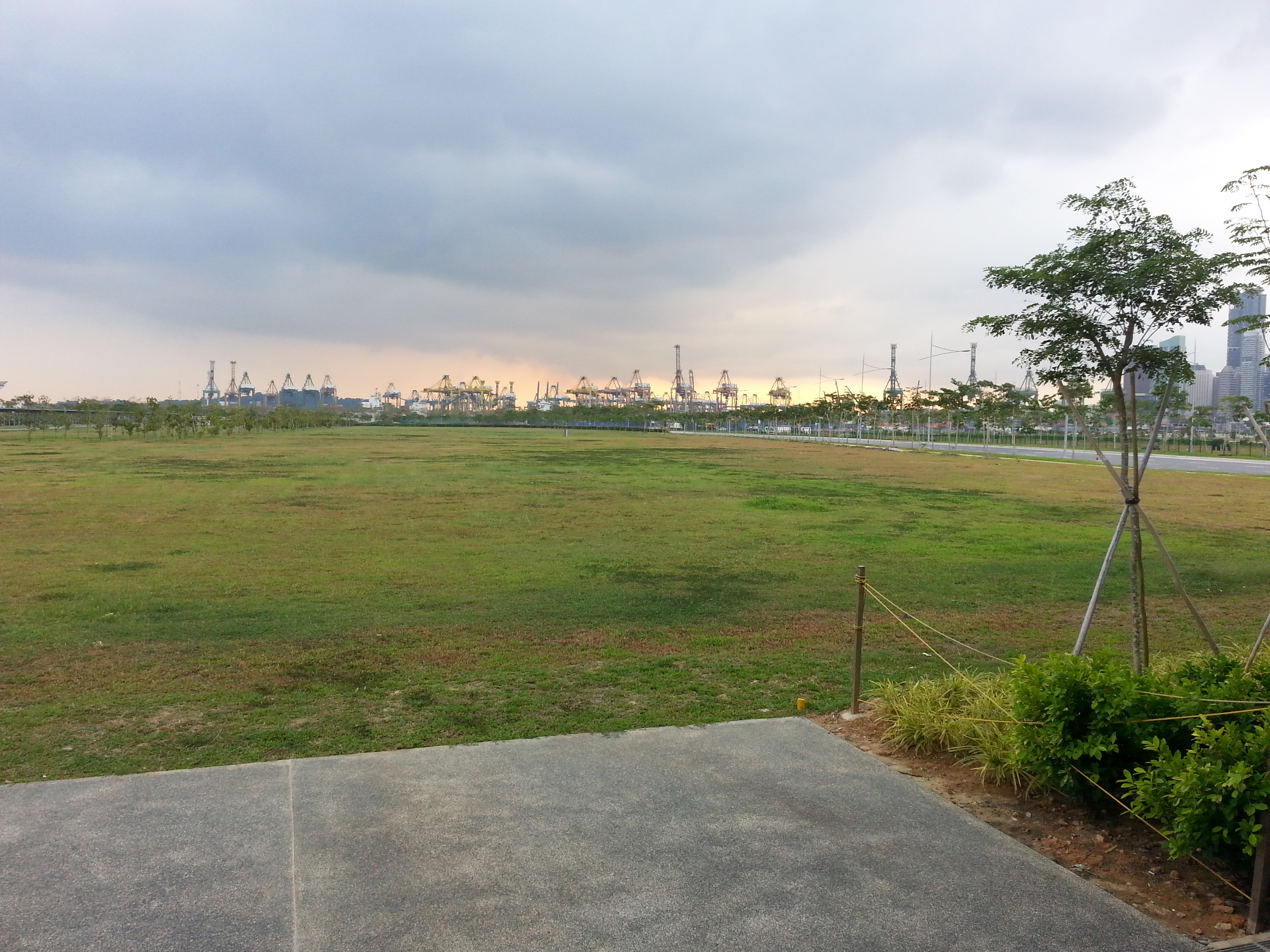
A出口外觀
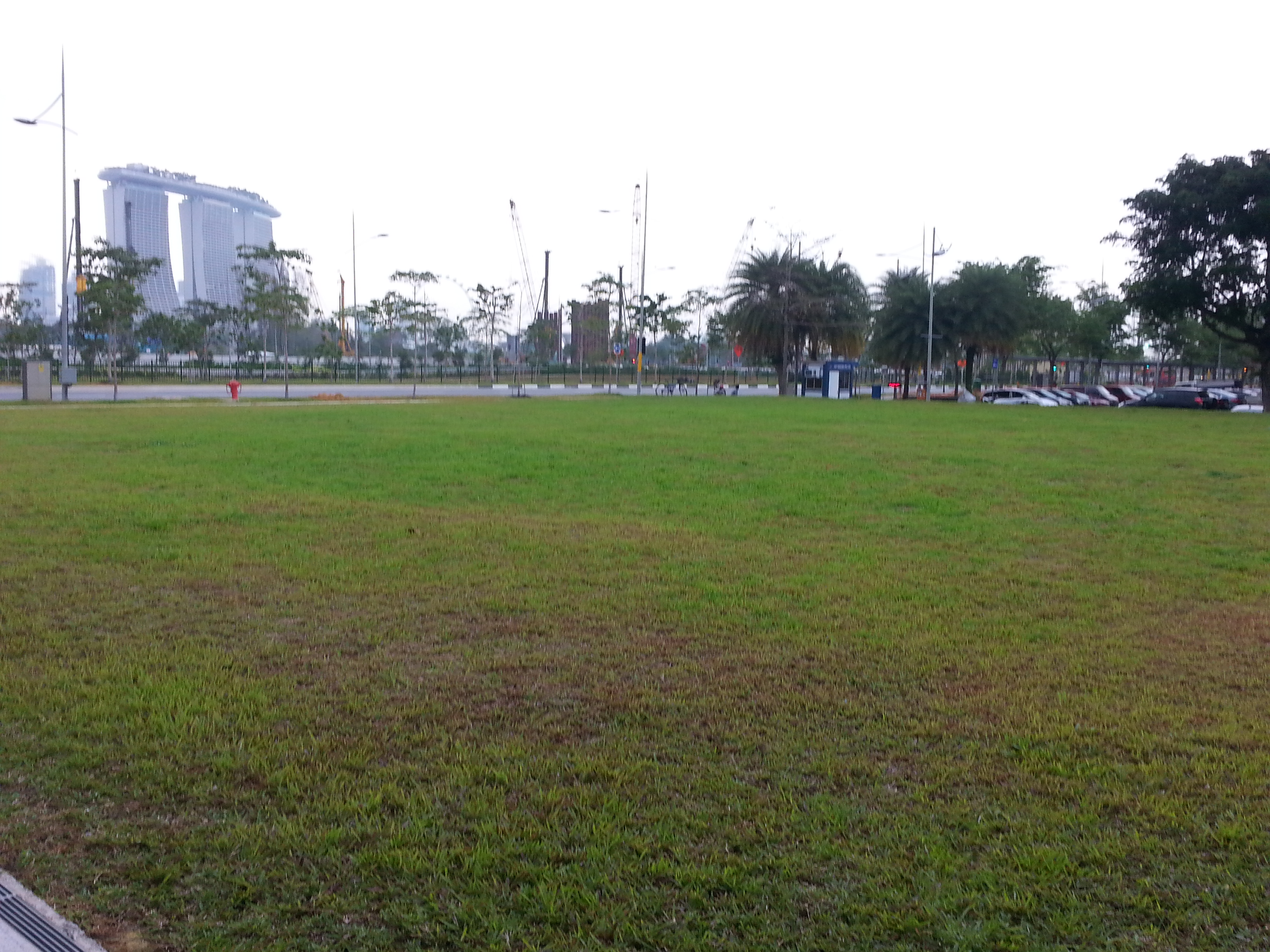
A出口外觀

## 交通連接

### 地鐵
| 終點          | 首班車 | 首班車 | 首班車            |  | 末班車 |
| ------------- | ------ | ------ | ----------------- |  | ------ |
|               | 一－六 |        | 星期日及 公定假日 |  | 每日   |
| 南北線        |        |        |                   |  |        |
| 往 NS1 裕廊東 | 06:10  |        | 06:38             |  | 23:48  |
| 往 NS7 克蘭芝 | -      |        | -                 |  | 00:04  |